# Retício de Autun
São Retício (ou Reticius, Rheticus ou Rheticius) (em francês:  Saint Rhétice) foi um bispo de Autun do século IV dC, o primeiro cujo nome é conhecido de acordo com a Enciclopédia Católica. Ele era um galo-romano e um escritor eclesiástico e serviu como bispo desta Sé de por volta de 310 até 344 dC.

## Vida e obras
Ele viajou a mando do Imperador Constantino o grande em 313 dC para o Concílio de Roma e em 314 dC para o Sínodo de Arles, com o objetivo de tentar resolver a disputa com os donatistas.
Gregório de Tours louvou Retício em sua obra. São Jerónimo escreveu sobre Retício em seu De Viris Illustribus (capítulo 82):
| “ | RETICIUS, bispo de Autun, entre os éduos, tinha grande reputação na Gália no reinado de Constantino. Eu li seus comentários "Sobre o Cântico dos Cânticos" e outro grande volume "Contra Novaciano", mas, além destes, não encontrei outras obras dele. | ” |
|   | — De Viris Illustribus, São Jerônimo. |   |

Retício foi sucedido por Cassiano de Autun, também venerado como um santo.